# Großer Schillerfalter
Der Große Schillerfalter (Apatura iris) ist ein Schmetterling (Tagfalter) der Gattung Apatura in der Familie der Edelfalter (Nymphalidae). Der Artzusatz leitet sich von Iris, der Göttin des Regenbogens aus der griechischen Mythologie ab. Der Große Schillerfalter war in Deutschland im Jahr 2011 Schmetterling des Jahres.

## Beschreibung

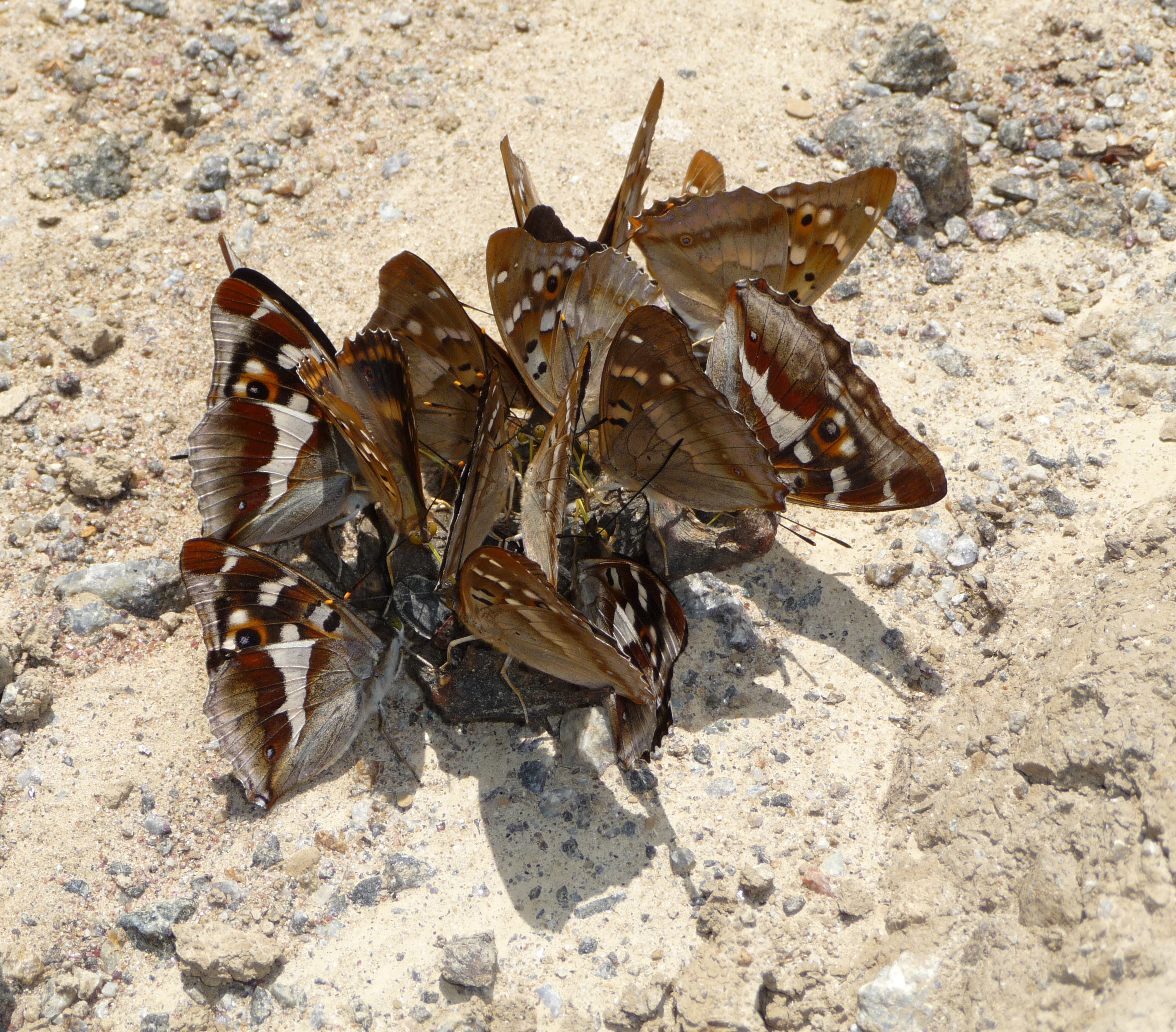
Große und Kleine Schillerfalter an einem Froschkadaver

### Merkmale der Imagines
Der Große Schillerfalter ähnelt dem Kleinen Schillerfalter (Apatura ilia). Beide können auch gemeinsam angetroffen werden (siehe Bild rechts). Die Falter von Apatura iris erreichen eine Flügelspannweite von 55 bis über 70 Millimeter. Die Flügeloberseiten haben eine schwarzbraune Grundfärbung und weisen an den Vorderflügeln Reihen weißer Flecken postdiskal und in der Diskalregion auf, an den Hinterflügeln diskal eine weiße Binde. Darüber hinaus zeigen die Oberseiten bei männlichen Schillerfaltern als typischen blauen Schiller einen vom Betrachtungswinkel abhängigen irisierenden Effekt, der durch winzige Luftkammern in den Schuppen hervorgerufen wird und bei den wenig größeren Weibchen fehlt.
Die Flügelunterseiten sind kastanienbraun mit olivgrauer Musterung, daneben finden sich in der Diskalregion der Vorderflügel weiße Flecken und in Zelle 2 ein orangefarbig gefasstes dunkles Auge mit hellem Kern. Die Hinterflügel haben zackenförmige Ausbuchtungen und tragen auf der Unterseite wie oberseits ein weißes Diskalband, außerdem postdiskal einen kleinen dunklen Fleck, unterseits mit hellem Kern. Auf der Hinterflügeloberseite wird er mit orangem Ring zum Augenfleck. Auf der Vorderflügeloberseite ist dagegen beim Großen Schillerfalter – im Unterschied zum Kleinen Schillerfalter (Apatura ilia) – kein Augenfleck zu finden, sondern nur ein dunkler Fleck in Zelle 2.

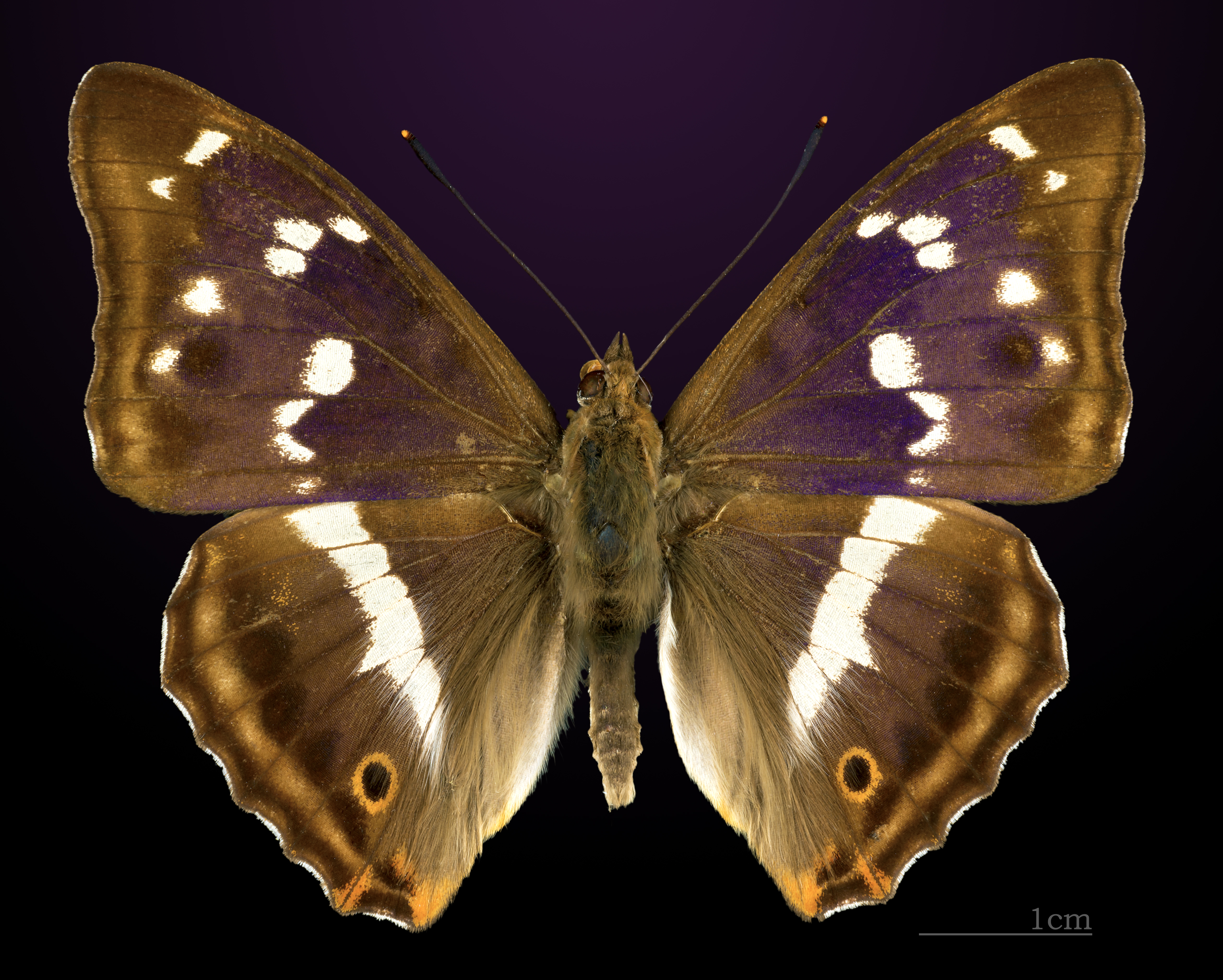
Dorsalansicht ♂
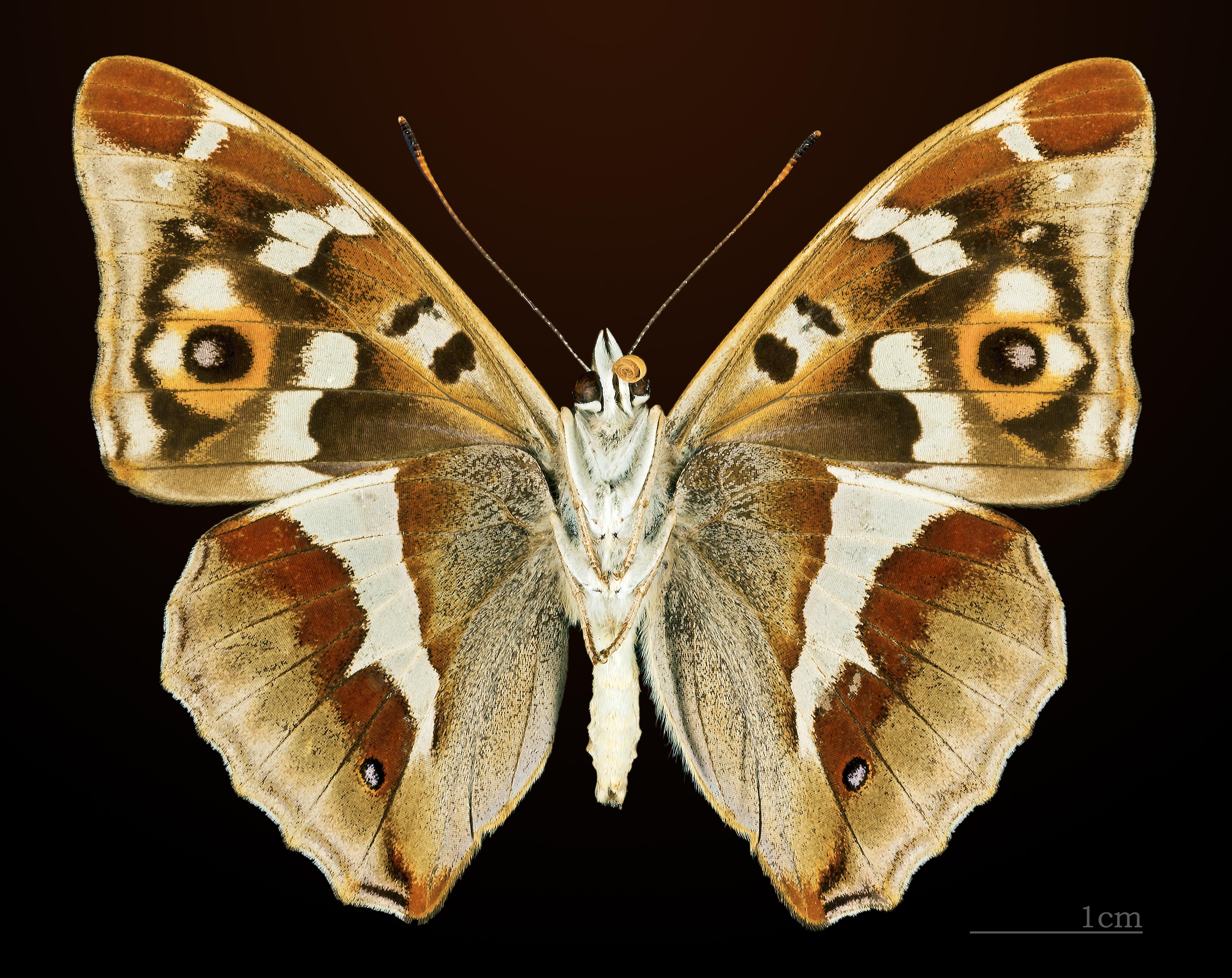
△ Ventralansicht ♂
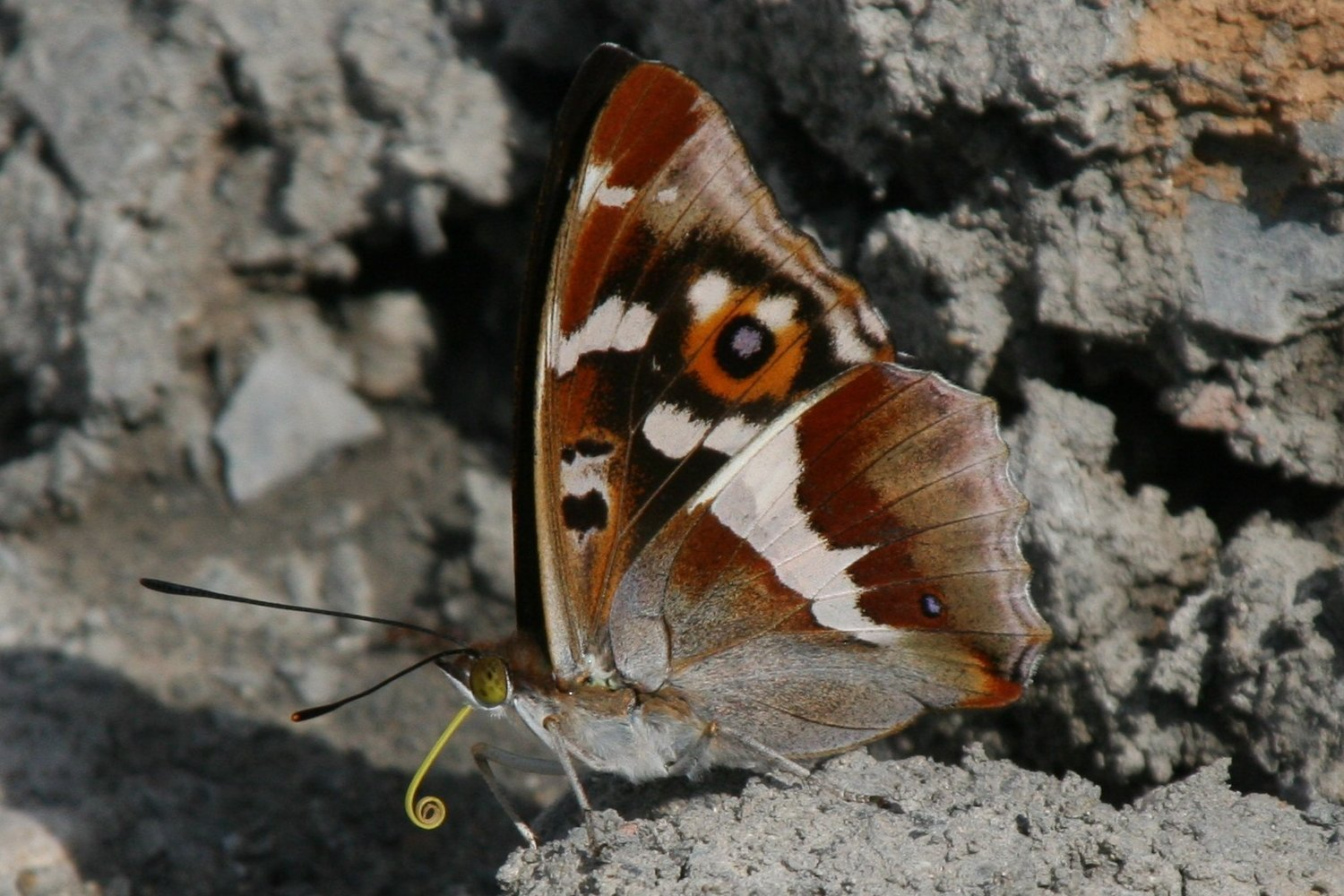
Apatura iris

Neben der Nominatform ist eine dunkle Form des Großen Schillerfalters bekannt (Apatura Iris f. iole), bei der die weißen Flecken auf den dunkelbraunen Flügeloberseiten ganz fehlen können und auch Unterseiten stark verdunkelt sind.

### Merkmale der Raupen

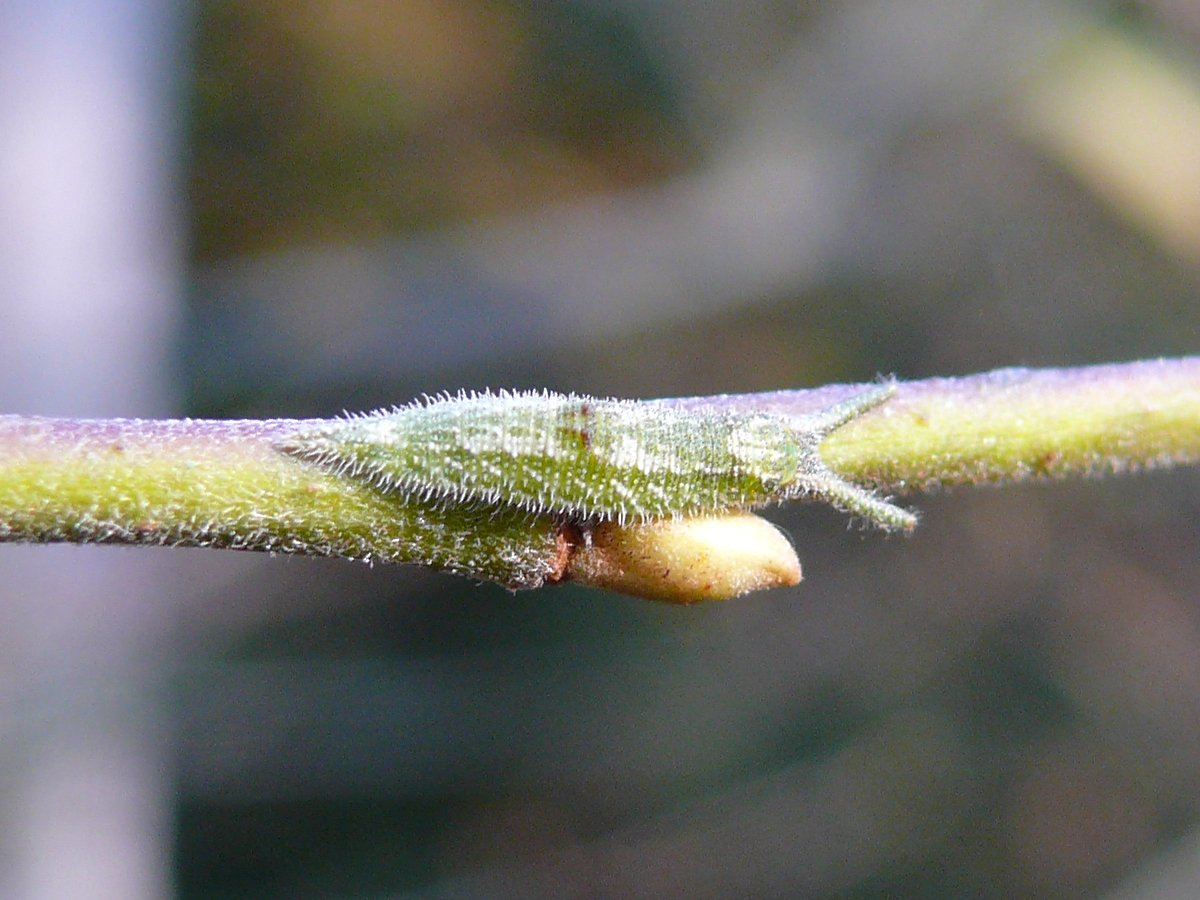
Junge Raupe des Großen Schillerfalters im Oktober

Die L1-Raupen sind grasgrün mit dunkelbrauner Kopfkapsel. Ab der ersten Häutung (L2-L5) tragen sie Kopfhörner und ähneln damit Nacktschnecken. Auch der Kopf ist jetzt grün gefärbt und sie tragen feine seitlich nach hinten laufende gelbe Rückenlinien. Die Kopfhörner sind zunächst leicht gegabelt. Bei den L3-Raupen sind die Kopfhörner nicht mehr gegabelt. Sie sind zunächst auch grasgrün, entfärben sich aber vor der Winterruhe in ein blasses graugrün oder in ein blasses rötliches grün. Zur Überwinterung ziehen sie sich anschließend auf die Zweige der Weiden zurück. Sie überwintern in Zweiggabelungen oder neben Knospen. Im folgenden Frühjahr nehmen sie nach der ersten Futteraufnahme wieder ihre grasgrüne Grundfarbe an. Die Kopfhörner bei den L4- und L5-Raupen sind wieder leicht gegabelt. Bei der L5-Raupe zeigen sie zusätzlich warzenförmige Ausstülpungen. Die L5-Raupe wird ca. 42 Millimeter lang.

### Ähnliche Arten
- Kleiner Schillerfalter (Apatura ilia Denis & Schiffermüller, 1775)
- Östlicher Schillerfalter (Apatura metis Freyer, 1829)

## Vorkommen

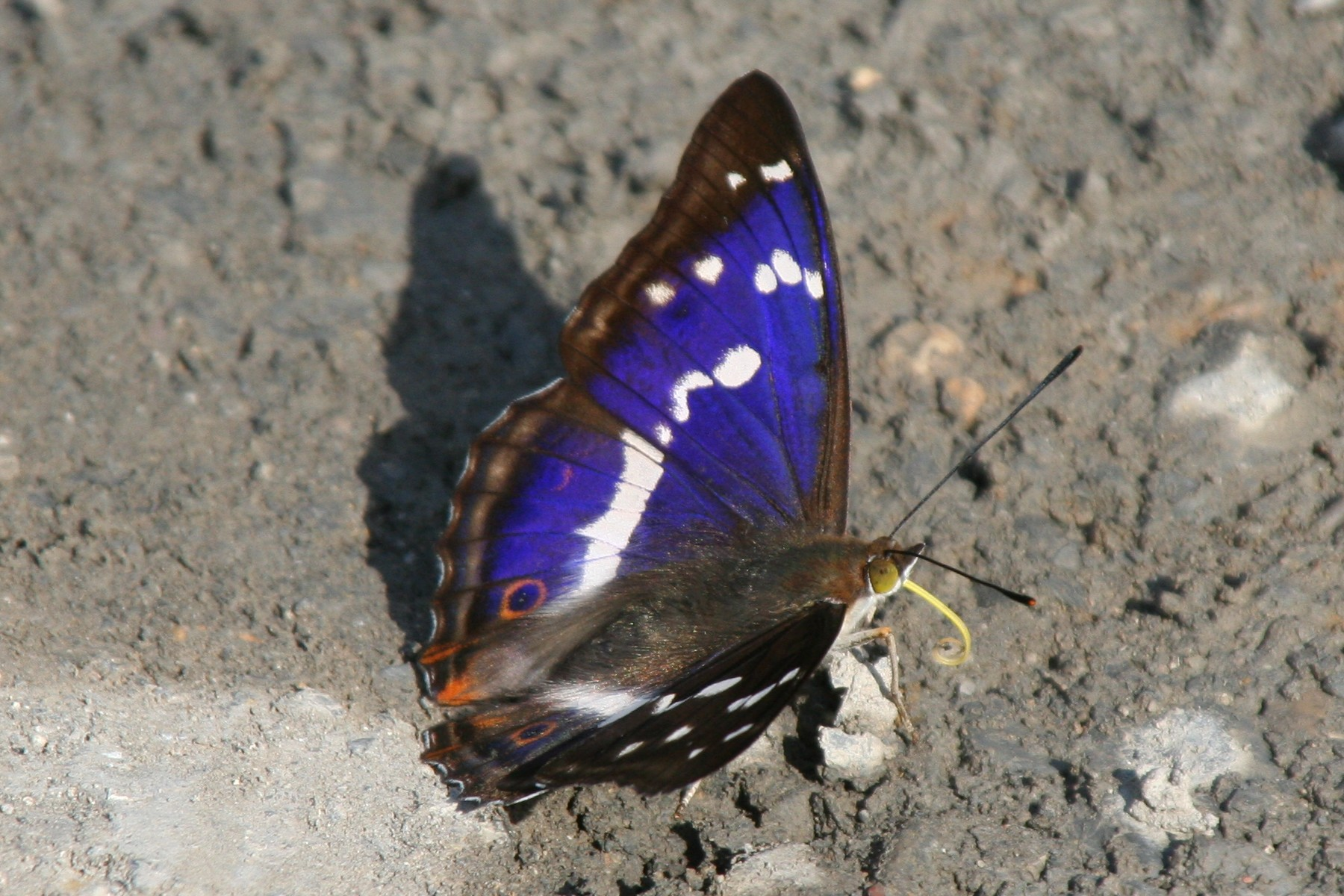
Blaues Schillern beim Männchen

Die Tiere kommen in ganz Mitteleuropa in den Norden bis zum 60. Breitengrad, nach Osten hin über Zentralasien bis in den Nordosten Chinas und Korea vor. Man findet sie bis in eine Höhe von 1.500 Metern. Sie fehlen in Mittel- und Nordengland, Irland, Nordskandinavien und Südeuropa. Man findet sie in lichten Auwäldern und Laubmischwäldern. Wichtigster Anspruch an das Biotop ist die Anwesenheit von Weiden.

## Lebensweise

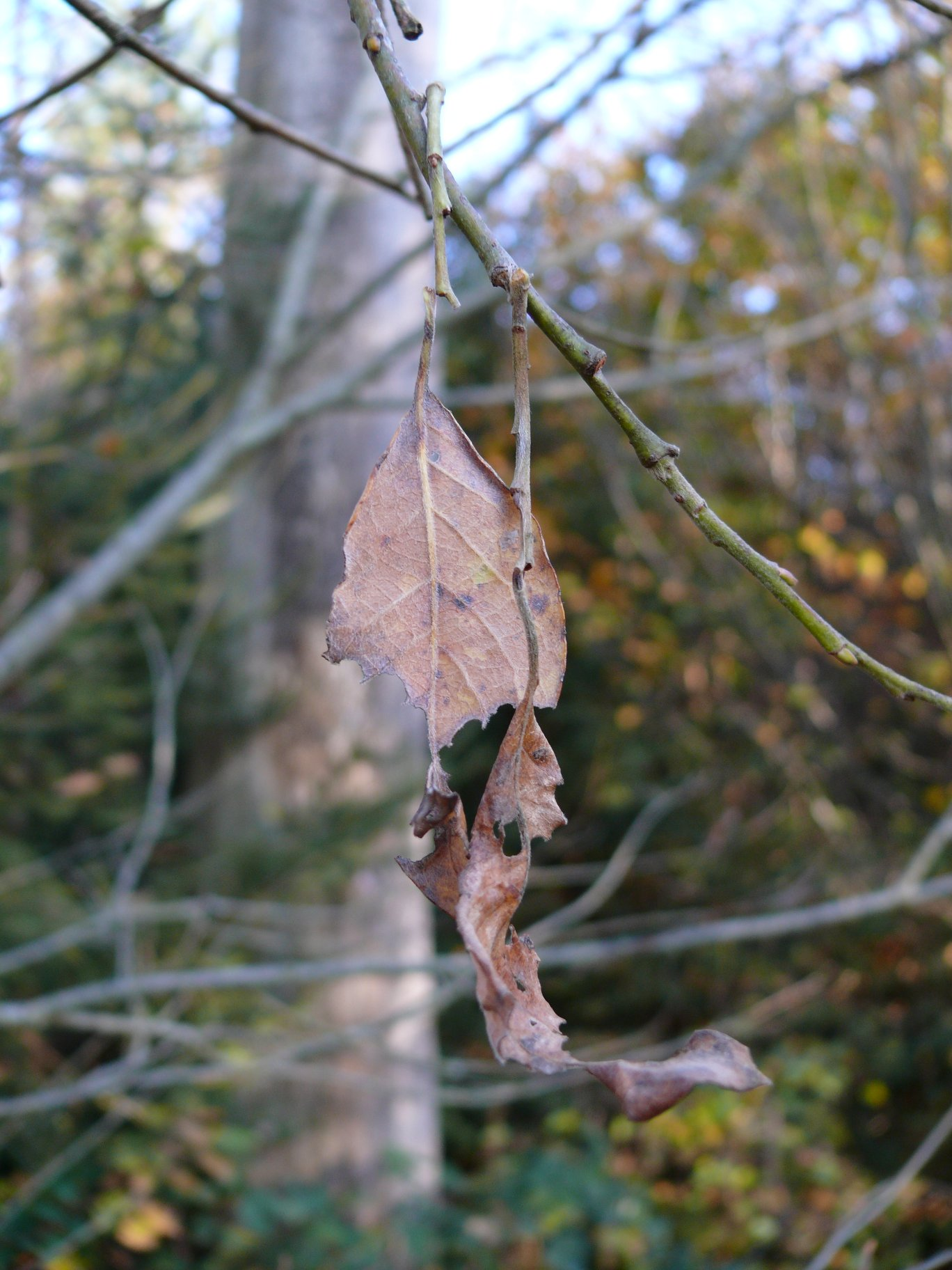
Von der Raupe des Großen Schillerfalters abgebissene und angesponnene Blätter

Der Falter ist nur sehr selten an Blüten anzutreffen, dagegen besucht er oft feuchte Stellen am Boden und wird von Aas, Kot, Schweiß, aber auch von Teer und Benzin angezogen. Die Falter ruhen meistens auf Eichen sitzend mehrere Meter über dem Boden, wobei die Weibchen gerne im Kronenbereich fliegen und deswegen nur selten am Boden sichtbar sind.

### Flug- und Raupenzeit
Der Große Schillerfalter fliegt von Mitte Juni bis Mitte August vor allem in den heißen Mittagsstunden. Am kühlen Morgen verharren die Tiere bewegungslos an ihren Schlafplätzen. Die grünen Raupen findet man ab August und, nach ihrer getarnten Überwinterung, anschließend bis Juni. Es gibt nur eine Generation pro Jahr.

### Nahrung der Raupen
Die Raupen dieses Schillerfalters ernähren sich vorwiegend von breitblättrigen Weidenarten, wobei die Salweide (Salix caprea) stark bevorzugt wird. Daneben findet man sie auch an Silberweiden (Salix alba) und Grauweiden (Salix cinerea).

## Entwicklung
Die Weibchen legen ihre Eier einzeln, meist auf der Oberseite der Blattspitzen der Futterpflanzen ab. Die Raupen haben ab dem zweiten Stadium ihre typischen Kopfhörner. Sie fressen auf der Spitze des Blattes sitzend einen breiten Streifen des Blattes ab und lassen nur die mittlere Blattader unversehrt. Dadurch entsteht das typische Fraßbild der gespiegelten „Halbmonde“. Diese sind besonders bei dem rundlichen Blatt der Salweide ausgeprägt und stets ein Hinweis für das Vorhandensein dieser Spezies. Auch wenn sie ruhen, sitzen sie auf der verbleibenden Blattspitze. Die Überwinterung erfolgt auf einem Gespinstpolster an Zweigen, besonders an Astgabeln. Sie haben dabei eine dunklere, olivgrüne oder braune Farbe. Wenn die Raupen im Frühjahr wieder aktiv werden, verfärben sie sich schnell wieder zu einem kräftigen Grün. Sie verpuppen sich an der Unterseite von Blättern in einer seitlich abgeflachten, hellgrünen Stürzpuppe, die mit ihrer Aderzeichnung einem Blatt sehr ähnlich sieht.